# Pro Beach Soccer
Pro Beach Soccer é um Jogo eletrônico de futebol de areia, sendo um dos primeiros games desta modalidade do futebol.
O game foi desenvolvido pela PAM Development e publicado pela Wanadoo Games para Xbox, PS2, PC e GBA em abril de 2003.

## Jogabilidade
Uma das opções do jogo é entrar no campeonato mundial enfrentando outras 31 seleções nacionais nos quatro cantos do planeta. Ou quem preferir um verdadeiro desafio pode testar uma opção de morte súbita contra 14 times consecutivos.
Além disso, ele oferece opções de treino, multiplayer para até quatro jogadores e um editor de campeonatos.